# Gheorghe Pănculescu (general)
Gheorghe Pănculescu (n. 26 martie 1903,  Varșovia, Polonia – d. 7 ianuarie 2007, comuna Vlădești, județul Vâlcea) a fost un general român, care a luptat în Primul și Al doilea război mondial.
A fost ultimul veteran român din Primul Război Mondial și unul dintre ultimii veterani din lume care a participat la acesta.
Pănculescu s-a născut în Varșovia, atunci parte a Imperiului Rus. În 1918, la vârsta de 15 ani, s-a înrolat minor în armata română, și a servit în Primul Război Mondial. El a rămas în armată și după război, iar în cel de-al Doilea Război Mondial a ajuns până la gradul de general. A murit la 7 ianuarie 2007, la vârsta de 103 ani.